# 3132 Landgraf
A 3132 Landgraf (ideiglenes jelöléssel 1940 WL) a Naprendszer kisbolygóövében található aszteroida. Liisi Oterma fedezte fel 1940. november 29-én.